# Donabate
Donabate (irisch Domhnach Bat) ist eine kleine Küstenstadt und eine Halbinsel in Irland, etwa 20 km nordnordöstlich von Dublin. Die Stadt befindet sich auf einer Halbinsel zwischen dem Rogerstown Estuary im Norden und dem Broadmeadow Estuary im Süden. Donabate liegt in der Grafschaft Fingal im ehemaligen County Dublin.

## Bevölkerung
Bei der Volkszählung 2022 hate Donabate 9669 Einwohner. Demgegenüber waren es 1996 lediglich 1868 Bewohner.

## Geographie
Die Donabate-Halbinsel hat einen charakteristischen hammerkopfartigen Grundriss. Das liegt an ausgeprägten Nehrungen, die nach Süden bzw. nach Norden in den jeweiligen Ästuar hineinragen. Die nördliche Nehrung trägt die Portrane Beach, die beinahe an den Ort Rush heranreicht. Nur der Rogerstown Estuary trennt die Strände. Ein Streifen niedriger Kalk-Klippen südlich von Portrane zieht sich bis nach Donabate Beach, zum östlichen Ende der südlichen Nehrung. Das Broadmeadow Estuary ist ähnlich stark eingeschlossen. Es wird durch den Broadmeadow River gespeist. In den relativ ruhigen Gewässern der Ästuare sind wichtige Lebensräume entstanden. Sie stehen unter dem Schutz der Ramsar-Konvention.

## Geschichte
1912 hatte Donabate eine Bevölkerung von 734 Personen in 150 Häusern. Ein Jahrhundert lang blieb es ein kleines Dorf. In den letzten Jahrzehnten verzeichnete es jedoch ein schnelles Bevölkerungswachstum, weil die Verkehrsverbindungen nach Dublin sich stark verbessert haben. Während 1996 noch 1868 Einwohner gezählt wurden, waren es 2011 8730 Einwohner. 

## Verwaltung
Donabate gehört heute zu Fingal, dem North County Dublin. Die Donabate-Portrane-Halbinsel gehört zum Wahlbezirk von Swords (local electoral area). Dieser Wahlbezirk ist zahlenmäßig der größte im County Fingal und entsendet fünf County Councillors in das Fingal County Council. In Bezug auf Nationalwahlen gehört die Stadt zur Dublin North (Dáil Éireann) constituency, die vier Abgeordnete (Teachta Dála) in Repräsentantenhaus (Dáil Éireann) entsendet.

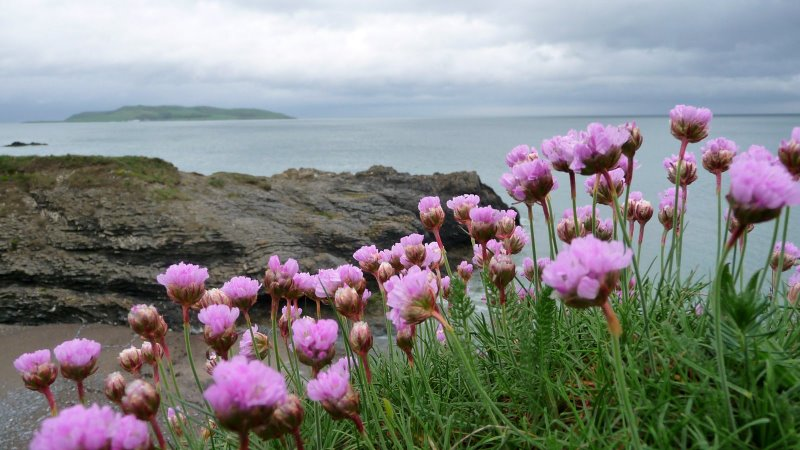
Lambay vom Donabate Portrane Cliff Walk aus gesehen.
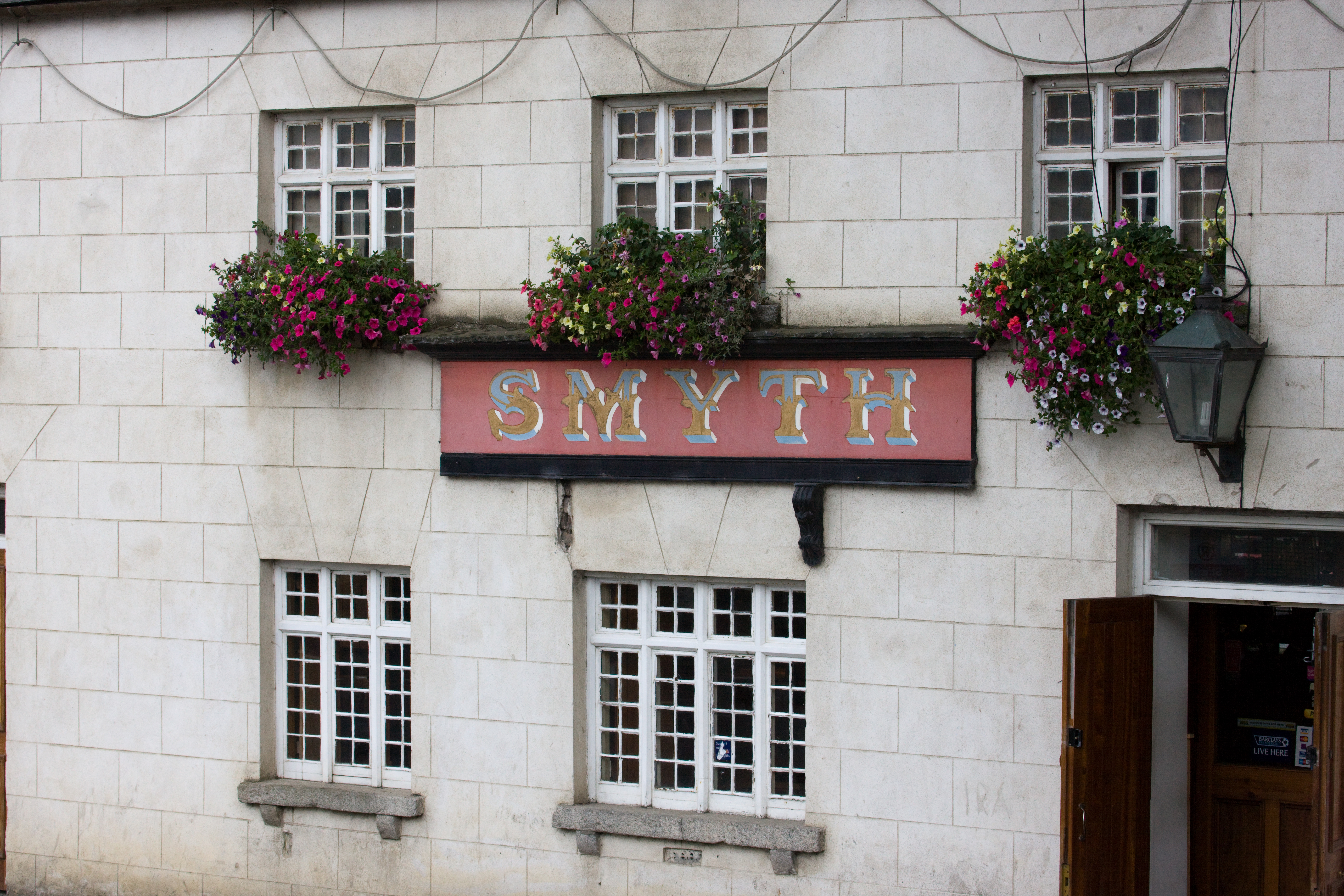
Smyths Donabate Village.
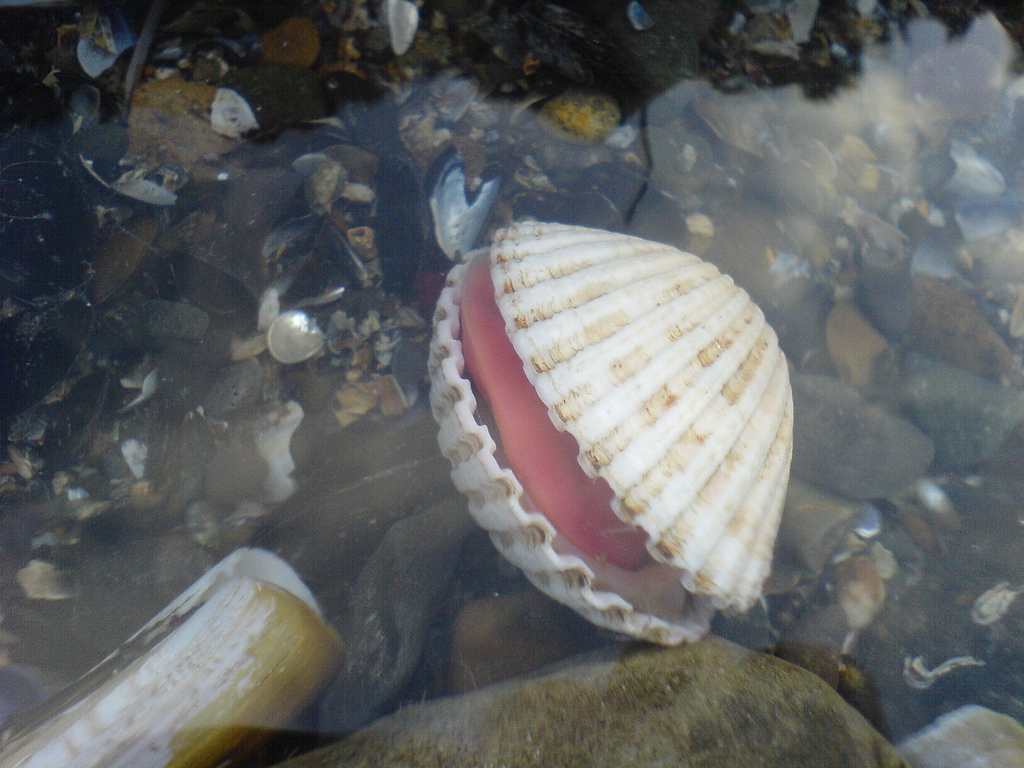
Donabate Beach.
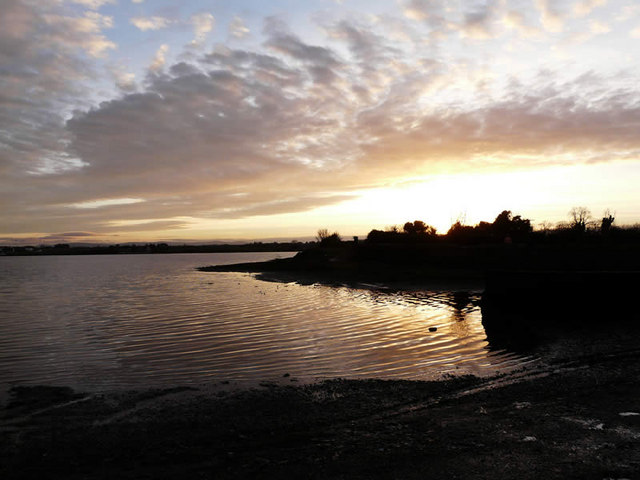
Broadmeadow Estuary im Winter.

Das Donabate Parish Council (Donabate Portrane Community Council) ist die lokale Stadtverwaltung.

## Religion

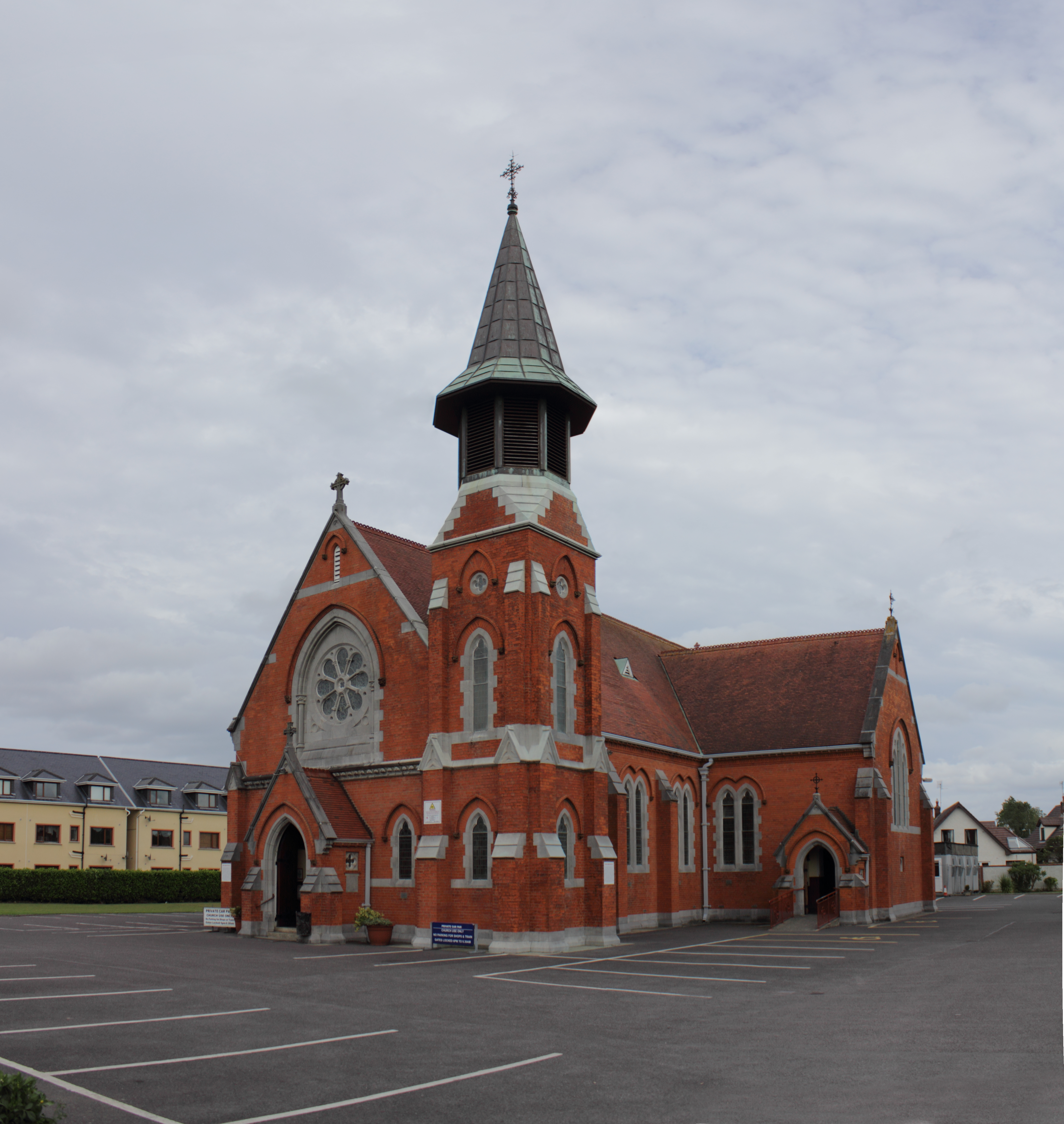
Die katholische St.Patrick’s Kirche von Donabate

Die Einwohner sind überwiegend katholisch, zur Gemeinde gehört neben Donabate und Portrane auch Balheary. Die Donabate Presbyterian Church hält Gottesdienste im Gemeindezentrum ab.

## Bildung
Die Stadt verfügt über eine öffentliche Schule jeweils eine Schule für Mädchen bzw. für Jungen, sowie das Donabate Community College VEC.

## Kultur & Sport
Das Donabate Portrane Community and Leisure Centre ist das neue Gemeindezentrum, welches 2001 eröffnet wurde. Es gibt eine Chamber of Commerce, Pfadfinder (63rd Dublin 14th Port Donabate), zwei Fußballvereine (St. Ita’s A.F.C, Portrane Athletic), einen Verein für Gaelic Football und Hurling (St. Patrick’s G.A.A club, Cumann Lúthchleas Gael, Naomh Pádraig, 1924), einen Hockey-Club, Karate, Tae-Kwon Do, einen Snooker-Club, eine Historical and Folklore Society, das Tidy Towns (Ireland) Committee, einen Bridge-Club und andere Freizeitmöglichkeiten.
Training und Wettkämpfe der G.A.A. werden im Robbie Farrell Park, Ballymastone abgehalten. Die Vereinsfarben sind Grün-Schwarz.
Golf

Donabate ist auch bekannt für seine große Anzahl von Golfclubs. Es gibt fünf Plätze auf der Halbinsel.
Wassersport

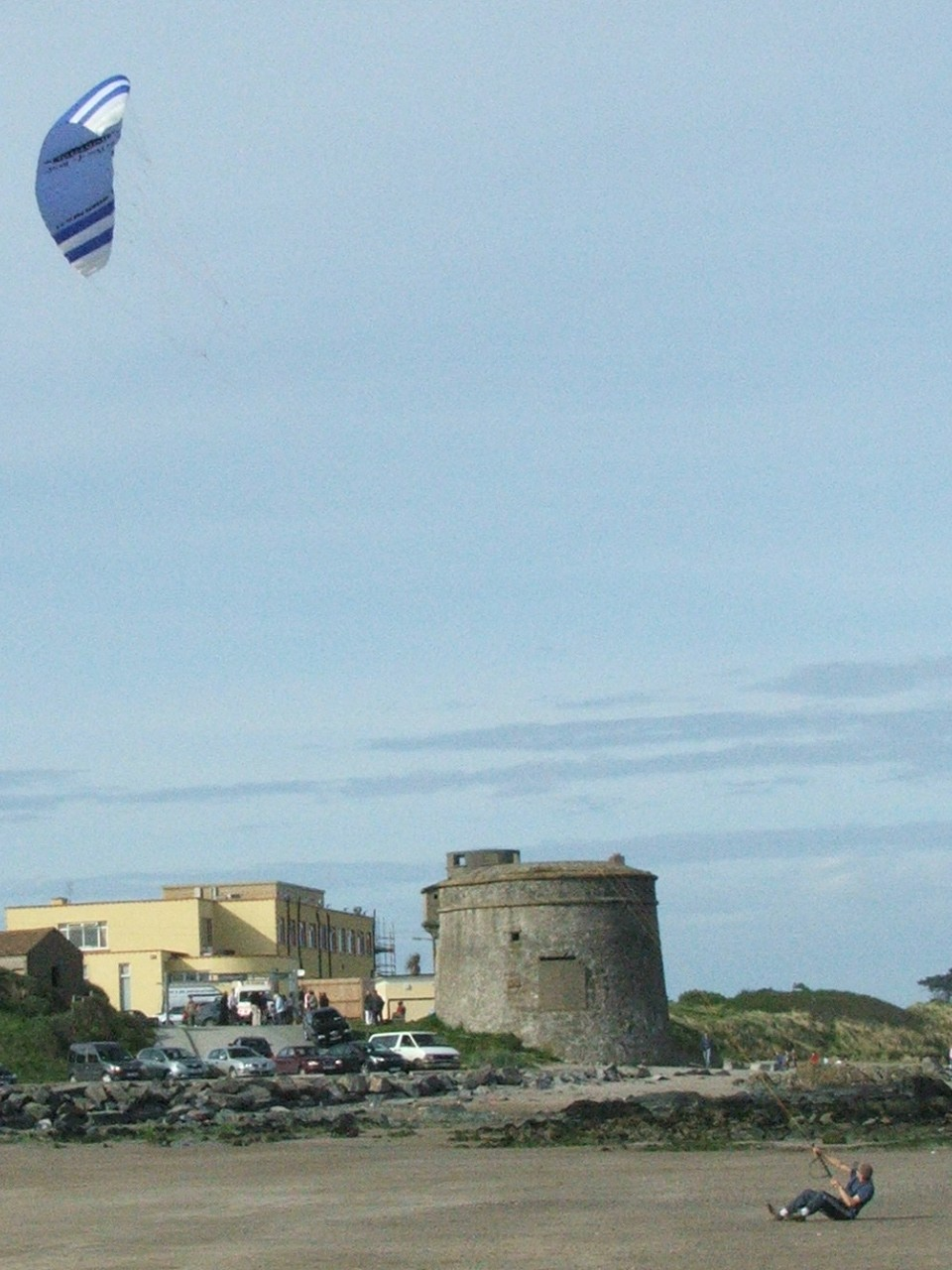
Chasing a Kite Donabate Beach

Obwohl die Ostküste Irlands nicht ideal zum Surfen ist, kommen doch regelmäßig Surfer nach Donabate. Darüber hinaus sind Kajakfahren, Segeln und Kitesurfen beliebte Aktivitäten. Besonders im Broadmeadow Estuary. Zugang und Wasserrampen finden sich in Donabate, Malahide und Rush. Jet-Skis und Motorboote sind nur nach Genehmigung zugelassen.
Im Sommer sind alle Strände mit Lifeguards bemannt. Die Wasserqualität war in den letzten Jahren immer „Good“ oder „Excellent“.
Reitsport

In Corballis Donabate werden Hunter Trials abgehalten.
Bouldern

In den vergangenen Jahren erfreut sich Bouldern an den Klippen immer größerer Beliebtheit.

## Sehenswürdigkeiten

### Newbridge Estate

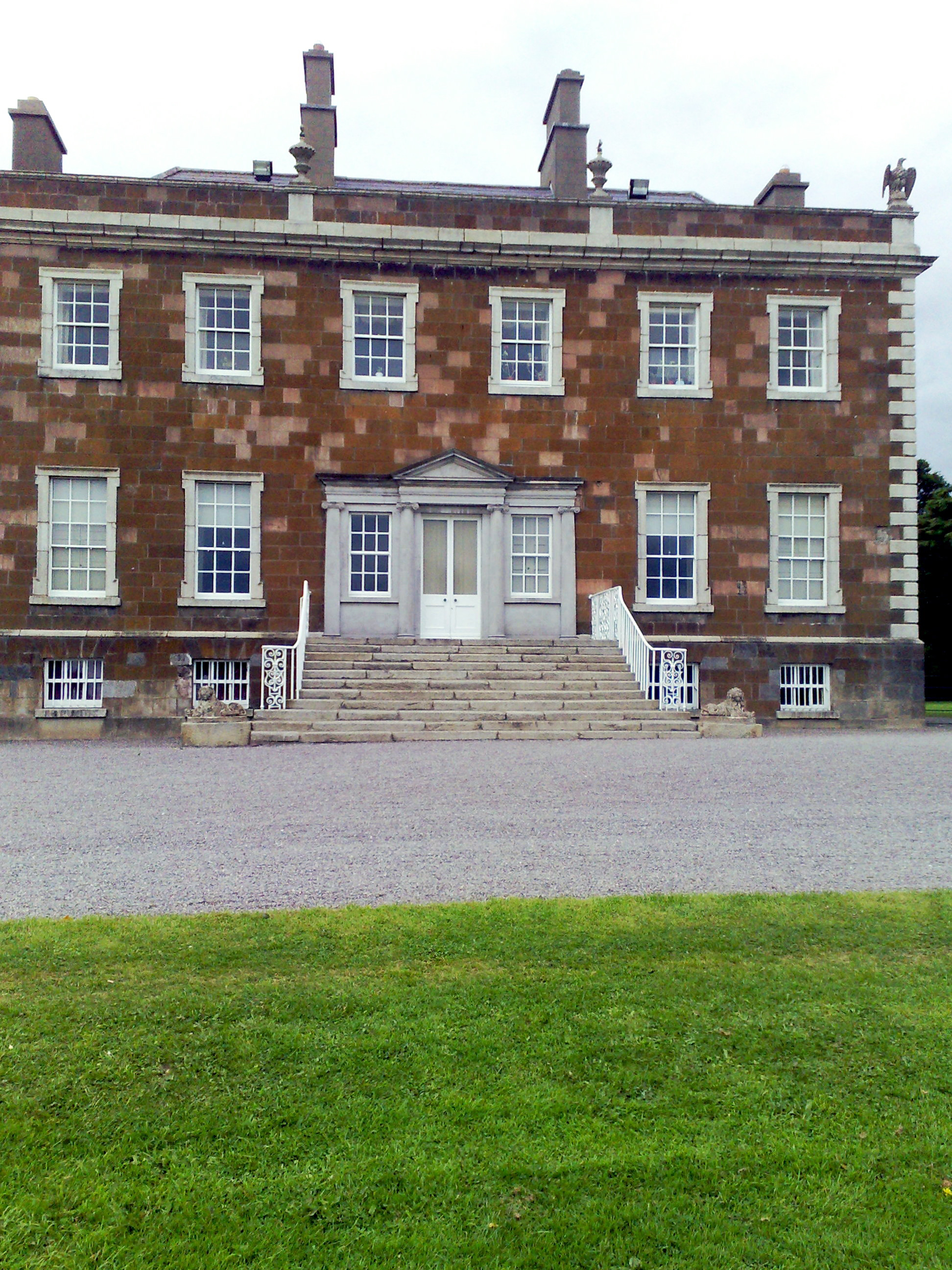
Newbridge House, Donabate

Ein historisches Gebäude ist das „Big House and Estate“ bei Newbridge Demesne. Das Newbridge House ist ein georgianisches Anwesen, das 1736 für Charles Cobbe, den Erzbischof von Dublin erbaut wurde. Es liegt inmitten eines Landschaftsparks aus dem 18. Jahrhundert mit 150 ha (370 acres) Fläche. Das Anwesen wurde 1985 vom Fingal County Council von der Cobbe-Familie erworben und ist heute ein öffentlicher Park. Die Familie hält eine Wohnung im Hauptgebäude.
Newbridge House war 1965 auch Kulisse für den Film Der Spion, der aus der Kälte kam. 2009 wurde ein wertvolles Porträt von William Shakespeare im Drawing room des Hauses wiederentdeckt.

### Transition Town Donabate Portrane
In Donabate gibt es eine aktive Gemeinschaft, die sich für das Transition Town Movement einsetzt. Zu den Projekten gehört ein wöchentlicher Markttag und ein Projekt, den ungenutzten St Ita’s Gardens & Farm in eine bäuerliche Gemeinschaft umzuwandeln.

## Natur
2008 wurden Pläne veröffentlicht, das Rogerstown Estuary in einen Naturpark umzuwandeln. Es wurde angeregt, neue Zugänge, Parkplätze und Wege zu schaffen und Informationstafeln aufzustellen. Um den Charakter der Landschaft zu verbessern sollten Hecken angelegt und Weiden gemäht werden sowie Vieh wieder auf die Weiden gestellt werden.

### Rogerstown Estuary
Das Rogerstown Estuary ist ein wichtiges Feuchtgebiet. Es unterliegt verschiedenen Schutzbestimmungen einschließlich des Statutory Nature Reserve. Die Naturschutzorganisation Bird Watch Ireland besitzt land entlang des Ufers und setzt sich ein, das Land trotz der Nähe zum Ballungsraum Dublin als Naturschutzgebiet zu erhalten. Die Ortsgruppe von Bird Watch Ireland unterhält zwei Beobachtungshütten.

### Broadmeadow Estuary
Auch das Broadmeadow Estuary ist ein Special Area of Conservation (SAC) und Special Protection Area (SPA). Es beherbergt eine international bedeutende Kolonie der Ringelgans sowie weiter national bedeutende Brutplätze anderer Vogelarten.

## Verkehr
Bahnverkehr

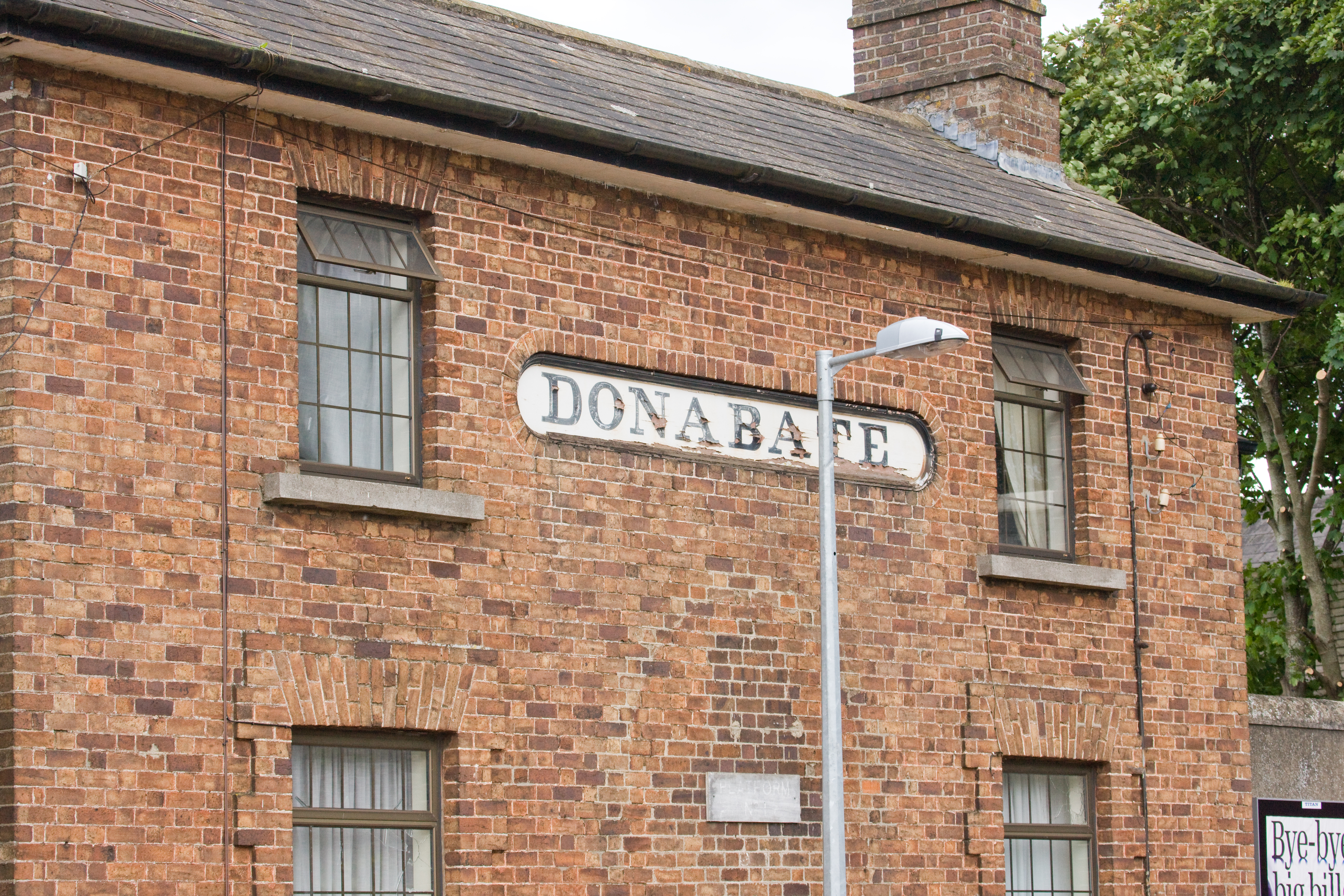

Die Donabate railway station im Stadtzentrum liegt an der Hauptlinie Dublin–Belfast und wird von den Northern Commuter line-Zügen bedient, die zwischen Dublin und Dundalk verkehren. Der Infrastrukturplan Transport 21 sieht eine Elektrifizierung der Linie nördlich von Malahide und durch Donabate bis nach Balbriggan vor. Donabate soll auch in das neue Dublin Area Rapid Transit (DART)-System zwischen Balbriggan und Hazelhatch and Celbridge integriert werden. Diese Verbindung führt durch den geplanten Interconnector rail tunnel nach Dublin.
Viaduct collapse

Am 21. August 2009 passierte der 18:07-Zug von Balbriggan Railway Station nach Dublins Connolly Station den Broadmeadow viaduct, als der Fahrer wahrnahm, dass die Trasse für den Nordwärtsführenden Schienenstrang nachgab. Der Zug konnte den Abschnitt noch unversehrt verlassen, der Fahrer alarmierte die Verantwortlichen und über mehrere Wochen wurde der beschädigte Viadukt erneuert.
Straßen

Die Regionalstraße R126 verbindet Portrane mit der R127 und dem M1 motorway. Dublin Bus von Swords nach Portrane fährt Donabate an.

## Bedeutende Personen
- Stephen Rea (* 1946), Schauspieler
- Frances Power Cobbe (1822–1904), Schriftstellerin, Sozialreformerin, Frauenrechtlerin und Pionierin des Kampfes gegen Tierversuche